# Делкамбер (Луїзіана)
Делкамбер (англ. Delcambre) — місто (англ. town) в США, в округах Іберія і Вермільйон штату Луїзіана. Населення — 1793 особи (2020).

## Географія
Делкамбер розташований за координатами 29°57′5″ пн. ш. 91°59′30″ зх. д. / 29.95139° пн. ш. 91.99167° зх. д. (29.951476, -91.991551).  За даними Бюро перепису населення США в 2010 році місто мало площу 3,01 км², уся площа — суходіл.

## Демографія
Згідно з переписом 2010 року, у місті мешкало 1866 осіб у 692 домогосподарствах у складі 491 родини. Густота населення становила 620 осіб/км².  Було 823 помешкання (273/км²).
Расовий склад населення:
| - 80,0 % — білих - 15,0 % — чорних або афроамериканців - 0,8 % — азіатів - 0,6 % — корінних американців - 2,3 % — осіб інших рас |

До двох чи більше рас належало 1,3 %. Частка іспаномовних становила 4,7 % від усіх жителів.
За віковим діапазоном населення розподілялося таким чином: 27,9 % — особи молодші 18 років, 59,1 % — особи у віці 18—64 років, 13,0 % — особи у віці 65 років та старші. Медіана віку мешканця становила 35,2 року. На 100 осіб жіночої статі у місті припадало 93,8 чоловіків;  на 100 жінок у віці від 18 років та старших — 84,6 чоловіків також старших 18 років.
Середній дохід на одне домашнє господарство  становив 53 991 долар США (медіана — 46 150), а середній дохід на одну сім'ю — 58 248 доларів (медіана — 46 850). Медіана доходів становила 46 023 долари для чоловіків та 30 529 доларів для жінок. За межею бідності перебувало 16,2 % осіб, у тому числі 26,7 % дітей у віці до 18 років та 10,1 % осіб у віці 65 років та старших.
Цивільне працевлаштоване населення становило 974 особи. Основні галузі зайнятості: освіта, охорона здоров'я та соціальна допомога — 15,9 %, роздрібна торгівля — 15,8 %, сільське господарство, лісництво, риболовля — 13,6 %, виробництво — 12,5 %.